# Lliga Popular de Jammu i Caixmir
La Lliga Popular de Jammu i Caiximir fou un partit polític musulmà de Caixmir fundat a Srinagar l'1 d'octubre de 1974. Es declarava enmeic de Sheikh Abdullah i la seva cooperació amb Índia.
Fou prohibida el 1990 i restaurada a la legalitat el 1996. El seu president fou Mohammed Farooq Rehmani des del 1991. El 22 d'abril de 2003 va prendre el nom de Lliga Popular de la Llibertat de Jammu i Caixmir (Jammu & Kashmir People's Freedom League)